# Univerzalna decimalna klasifikacija
Univerzalna decimalna klasifikacija – UDK  je knjižnični klasifikacijski sistem. Je mednarodno enotno normativno orodje za vsebinsko označevanje dokumentov in iskanje informacij.
UDK obsega dve vrsti tabel: glavne tabele in pomožne tabele.

## Nastanek
Paul Otlet in Henri La Fontaine sta leta 1895 prevzela Deweyevo decimalno klasifikacijo  in priredbo prvič objavila v francoščini v letih 1904 - 1907. Popolna francoska izdaja je izšla v letih 1927 - 1933, od takrat se UDK spreminja in razvija. Postal je učinkovit sistem za organizacijo znanja ne glede na vrsto informacij ali medija.
UDK se uporablja tudi za informacijske zbirke na spletnih straneh. Strukturiran je tako, da se vanjo lahko vgrajujejo vrstilci za nova znanja. Vrstilci so neodvisni od jezika ali pisave in so sestavljeni iz arabskih številk ter sprejetih znakov.
Mednarodna organizacija za informacije in dokumentacijo (International Federation for Information an Documentation (FID)) je skrbela za razvoj UDK od samega začetka. Leta 1992 je postal njen uradni lastnik UDC Consortium (UDCC). Konzorcij UDK klasifikacijo vsebinsko ureja in upravlja, sedež pa ima v Kraljevski knjižnici v Haagu. Med prvimi dejanji Konzorcija UDK je bilo oblikovanje srednje mednarodne standardne zbirke podatkov v elektronski obliki, ki se imenuje UDC Master Reference File (UDC MRF) in to je osnova novim izdajam UDK.

## UDK v Sloveniji
Slovenci smo UDK spoznali s prihodom  francoskih in nemških priročnikov UDK v naše okolje. Po 2. svetovni vojni se je razvrščanje z UDK sistematično razširilo v slovenskih splošnih in specialnih knjižnicah. Sistematski listkovni katalogi so omogočali zbiranje in iskanje gradiva po vsebini. Večina slovenskih knjižnic s prostim pristopom ima gradivo po sistemu UDK. UDK je nepogrešljiva pri urejanju bibliografij in zbirk. V NUK dodelimo slovenske vrstilce že kataložnemu zapisu o publikaciji (CIP) pred tiskom.
Večina knjižničarjev v Sloveniji uporablja slovenski prevod UDC MRF iz leta 2006, ki ga je izdala in ga vzdržuje Narodna in univerzitetna knjižnica v Ljubljani. To je elektronska izdaja. Zadnja tiskana izdaja je bila tretja izdaja iz leta 1991, ki pa je skoraj v celoti zastarela s spremembami na prelomu v drugo tisočletje.
Slovenski knjižničarji so v začetku spoznavali navodila za uporabo UDK najprej v tujejezičnih priročnikih, nato pa v uvodih k slovenskim skrajšanim izdajam. Informacije o UDK so posredovali predvsem učitelji klasificiranja, ki so novincem posredovali znanje, zapisano v tujih priročnikih, lastne izkušnje ter rešitve pa so pridobljene pri praktičnem delu. Prvi učbenik in priročnik sta bila izdana leta 2000 in 2006.

## Glavne tabele
Obsegajo sistematično ureditev vseh področij človeškega znanja. Celotno človeško vedenje je razporejeno v deset glavnih skupin, ki so označene s številkami od 0 do 9. 
| Znaki | Področja                                                                                               |
| ----- | --- |
| 0     | Znanost in znanje. Organizacije. Informacije. Dokumentacija. Bibliotekarstvo. Institucije. Publikacije |
| 1     | Filozofija. Psihologija                                                                                |
| 2     | Teologija. Verstva                                                                                     |
| 3     | Družbene vede. Politika. Ekonomija. Pravo. Izobraževanje                                               |
| 5     | Matematika. Naravoslovje                                                                               |
| 6     | Uporabne znanosti. Medicina. Tehnika                                                                   |
| 7     | Umetnost. Arhitektura. Fotografija. Glasba. Šport                                                      |
| 8     | Jezik. Književnost                                                                                     |
| 9     | Geografija. Biografija. Zgodovina                                                                      |

Skupina 4 je prazna. Prvotno je obsegala jezikoslovje, ki so ga kasneje prenesli v skupino 8.

## Znaki za povezovanje
| Znaki | Področja                          |
| ----- | --------------------------------- |
| +     | Priredna razširitev               |
| /     | Zaporedna razširitev              |
| :     | Enostaven odnos                   |
| ::    | Stalno zaporedje                  |
| []    | Podrobna delitev                  |
| *     | Uvaja oznako, ki ne izvira iz UDK |
| A/Z   | Neposredna abecedna določitev.    |

## Splošni privesni vrstilci
| Splošni privesni vrstilec                                        | Simbol |
| ---------------------------------------------------------------- | ------ |
| Splošni privesni vrstilci za jezik                               | =...   |
| Splošni privesni vrstilci za obliko                              | (0...) |
| Splošni privesni vrstilci za kraj                                | (1/9)  |
| Splošni privesni vrstilci za rase, narode, etnične skupine       | (=...) |
| Splošni privesni vrstilci za čas                                 | "..."  |
| Splošni privesni vrstilci s črtico. Lastnosti. Materiali. Osebe. | -0...  |